# Simangambat (Dolok Sigompulon)
Simangambat is een bestuurslaag in het regentschap Padang Lawas Utara van de provincie Noord-Sumatra, Indonesië. Simangambat telt 223 inwoners (volkstelling 2010).